# Pennine Way
Pennine Way er en vandrevej i England, som er ca. 429 kilometer lang.
Vejen går fra Edale, i det nordlige Derbyshire Peak District, nordpå gennem Yorkshire Dales og Northumberland National Park, med endepunkt i Kirk Yetholm, ved den skotske grænse.
Vandrevejen går langs bjergkæden Penninerne, som ofte beskrives som Englands rygrad.
Selvom Pennine Way ikke er United Kingdom's længste vandrevej, som er South West Coast Path med 1.014 km, så er Pennine Way, ifølge Ramblers Association er Englands mest kendte og krævende vandretur..

## Galleri
- Asfalteret overflade af Pennine Way i Black Hill
- Pennine vejviser ved Airton
- Klipper ved Malham Cove
- Tan Hill Inn
- High Force
- Cross Fell, det højestepunk på Pennine Way
- Hadrian's mur
- Byrness Kirke
- Cheviot bliver ofte besteget, men er ikke en del af ruten
- Kirk Yetholm, det traditionelle slutpunkt af Pennine Way